# Contante markt
De contante markt, ook wel spotmarkt of cashmarkt genoemd, is een centrale goederen-, energie- of effectenbeurs waar gehandeld wordt in commodities of effecten die direct van eigenaar wisselen tegen betaling.
In de praktijk vindt de settlement normaal gesproken plaats binnen twee werkdagen (T+2). Dit betekent dat de daadwerkelijke betaling en levering twee dagen na de handelsdag gebeurt, waarbij het weekend en feestdagen niet worden meegerekend.
De tegenhanger is de termijnmarkt waar vergelijkbare producten worden verhandeld op termijn. Op het moment van de transactie wordt een prijs afgesproken voor een levering op een vooraf bepaald tijdstip in de toekomst.
De term wordt ook gebruikt in de scheepvaart. Hier moet het schip direct na het afsluiten van een contract beschikbaar zijn voor het transport.